# Flintshire
Flintshire (walisisk: Sir y Fflint) er et hovedområde i det nordøstlige Wales. Området grænser op til det engelske county Cheshire mod øst, Denbighshire mod vest og Wrexham County Borough mod syd.
Flintshire har navn efter det historiske county af samme navn, der havde markant andre grænser. Flintshire bliver betragtet som værende en del af Welsh Marches og var en del af det historiske jarldømme Chester og Flint. Countiet styres af Flintshire County Council, der har sit hovedkontor i County Hall i Mold.
Den største by er Connah's Quay, efterflugt af Flint, Buckley og Mold.

## Galleri
- Flint Castle
- Hawarden Castle (middelalder)
- Hawarden Castle (1700-tallet)
- Ewloe Castle
- Ancient Cross i Whitford
- Flintshire Bridge
- Queensferry Jubilee Bridge
- Gladstone's Library